# La Famille Gozzadini
La Famille Gozzadini est un tableau réalisé en 1584 par la peintre italienne Lavinia Fontana. De format vertical, cette huile sur toile est un portrait de famille qui représente cinq membres de la famille Gozzadini autour d'une table où se trouve un petit chien. L'œuvre est conservée à la pinacothèque nationale de Bologne, à Bologne, en Émilie-Romagne.
La commanditaire présumée est Laudomia Gozzadini, qui figure assise au premier plan face à sa sœur Ginevra. L'artiste a réalisé d'elle un portrait individuel vers 1600, de nouveau avec un petit chien.

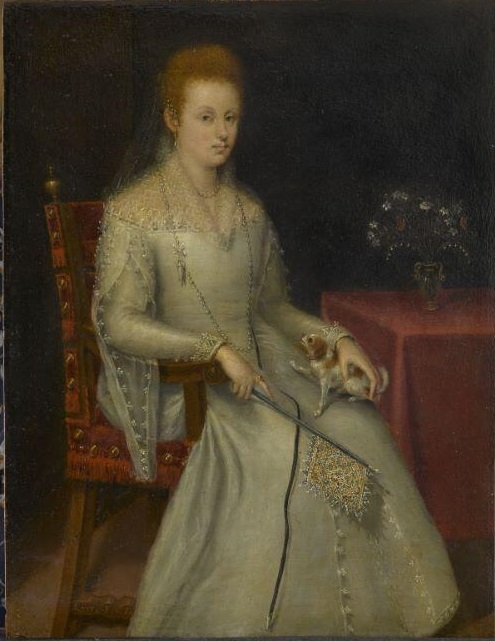
Portrait présumé de Laudomia Gozzadini, vers 1600 – Musée des Beaux-Arts et d'Archéologie de Besançon, Besançon.